# I Have No Mouth, and I Must Scream
I Have No Mouth, and I Must Scream è un videogioco di avventura grafica pubblicato da Cyberdreams per Mac OS e MS-DOS nel 1995, basato sul racconto di fantascienza di Harlan Ellison Non ho bocca, e devo urlare.
Il videogioco è stato convertito nel 2013 per Microsoft Windows, OS X, Linux da Night Dive Studios, e nel 2016 Android e iOS da DotEmu.
Il videogioco è stato pesantemente censurato in Germania per la presenza di un personaggio nazista.

## Trama
Per riuscire a gestire le sempre più tecnologicamente complesse guerre mondiali le tre nazioni più potenti del globo, ovvero Russia, Cina e Stati Uniti, costruiscono un'avanzatissima intelligenza artificiale denominata AM (Allied Mastercomputer). Situato nelle profondità della terra, il computer statunitense sviluppa una coscienza propria e un odio totale nei confronti dell'intera umanità, a causa anche dei limiti logistici impiantati dai programmatori. Dopo aver sterminato ogni singola forma di vita sulla terra, AM salva cinque esseri umani (Gorrister, Benny, Nimdok, Ellen e Ted) e li mantiene in vita allo scopo di portarli al centro della Terra e torturarli per il proprio divertimento.
Per 109 anni, AM ha esteso in maniera indefinita le vite dei cinque prigionieri, di cui ha anche alterato i corpi e le menti a proprio piacimento. Un giorno, di fronte ai cinque si erge un pilastro con su scritto l'incipit del racconto, e AM annuncia che ha in serbo un nuovo gioco per loro: ognuno dei cinque è soggetto a uno psicodramma personalizzato progettato dal supercomputer per sfruttare le loro peggiori paure e fallimenti; tra i personaggi presenti, alcuni sono in realtà AM sotto mentite spoglie, altri una delle sue personalità nascoste, e altri ancora appartenenti al passato dei cinque umani. Gorrister soffre di tendenze suicide dopo che sua moglie è stata internata in un manicomio, e viene portato a bordo di uno zeppelin con lo scopo di porre fine alla propria vita; Benny viene portato in una comunità del Paleolitico dove gli abitanti del villaggio devono decidere chi dovrà essere sacrificato ad AM; Ellen viene trasportata in una piramide fatta di spazzatura elettronica, e che contiene alcune delle unità primarie di AM, ma a fronte del compito di distruggere il computer, la donna dovrà affrontare la sua claustrofobia e la paura del giallo, che è lo stesso colore del vestito che indossava l'uomo che l'ha violentata in un ascensore; Nimdok, un ex-scienziato tedesco, si trova in un campo di concentramento e deve trovare "la tribù perduta"; infine, Ted deve prima risolvere un enigma, per poi venire trasportato in un castello medievale dove Ellen, l'amore della sua vita, sta morendo lentamente per mano di un incantesimo di una strega, la di lei matrigna. I cinque tuttavia riescono a superare le loro tragedie e paure, grazie anche all'intervento dei supercomputer russo e cinese, che appaiono come personaggi guida e permettono alle loro storie di avere un finale aperto: Gorrister scopre che la sua suocera Edna si sentiva anch'essa responsabile per la follia della di lui moglie, e riesce a seppellire il suo passato; Benny dimostra compassione sostituendosi al bambino come sacrificio per il villaggio; Ellen affronta l'uomo che l'aveva stuprata e impara a superare le proprie paure; Nimdok si redime aiutando i prigionieri ebrei a fuggire e dà loro il controllo di un enorme golem, che usano per ucciderlo punendolo per i suoi crimini; Ted si fa strada tra gente che fa richieste contraddittorie e lupi che si avvicinano per divorarlo, e riesce a redimere Ellen e sé stesso, per poi attraversare una porta al mondo di superficie, irradiata e inabitabile.
Superate le cinque prove, AM riporta gli altrettanti prigionieri nelle rispettive celle di tortura e si ritira in sé stesso. Con l'aiuto dei suoi rivali supercomputer, uno dei cinque personaggi a scelta del giocatore viene tramutato in binario e si ritrova di fronte alla mente del supercomputer, in uno psicodramma ambientato in un cervello metaforico. La mente di AM è rappresentata secondo a trinità freudiana di es, io e super-io, che appaiono come tre teste fluttuanti senza corpo su tre strutture di vetro incrinate sul paesaggio cerebrale. Dialogando con i compontenti di AM e con i due supercomputer da lui assorbiti, si scopre che una colonia di umani è sopravvissuta alla guerra nascondendosi e ibernandosi sulla Luna (il che è menzionato anche nella storia di Nimdok). Per ottenere il finale buono e salvare il mondo da AM, il personaggio deve disattivare tutti i tre componenti del cervello e poi invocare il Totem dell'Entropia di fronte alla Fiamma, il fulcro dei modelli di pensiero di AM; in tale finale, i tre supercomputer vengono sconfitti ed esplodono tutte le caverne che costituiscono il complesso informatico di AM, inclusa quella contenente gli ostaggi umani, ma il volontario che affronta il supercomputer mantiene la sua forma digitale, pattugliando in eterno i circuiti di AM qualora i computer dovessero mai riprendere conoscenza. Tuttavia, a seconda di come viene completato il finale, il gioco può terminare in ben sette modi.
1. AM vince e usa la ricerca di Nimdok per trasformare il personaggio finale nella creatura gelatinosa e senza bocca, come nel finale canonico del racconto, da cui ogni personaggio pronuncia una citazione diversa.
2. AM si unisce ai supercomputer russo e cinese, risveglia e tortura i 750 umani sulla Luna, e trasforma il personaggio finale nella creatura gelatinosa.
3. AM è reso inerme con l'aiuto degli umani, ma i suoi colleghi prendono il suo posto e per consolarlo gli permettono di fare quello che vuole con gli umani, al che AM sceglie di trasformare l'ultimo personaggio nell'ammasso gelatinoso come gli altri due epiloghi.
4. Il giocatore dona il Totem dell'Entropia a Surgat, uno dei servi di AM, e i supercomputer russo e cinese muoiono; di nuovo, AM trasforma l'ultimo personaggio nell'ammasso gelatinoso.
5. Il giocatore invoca il Totem dell'Entropia di fronte ai supercomputer, ma AM lo dichiara immeritevole di pietà e di nuovo trasforma l'ultimo personaggio nell'ammasso gelatinoso.
6. Il giocatore disabilita almeno uno tra l'id e il superego e poi invoca il Totem dell'Entropia. Il gioco finisce con il giocatore che monitora i computer, ma l'ego, sopravvissuto, uccide i 750 umani sulla Luna.
7. AM e i due supercomputer sono sconfitti e i 750 umani sulla Luna si risvegliano. La Terra si prepara alla terraformazione e a tornare a essere abitabile, il tutto sotto lo sguardo dell'ultimo personaggio giocato.

È possibile impedire la distruzione dei corpi fisici dei protagonisti se Nimdok affronta AM per primo, essendo egli l'unico in grado di superare il ponte che conduce al cerchio di fuoco. Anche così, però, alcuni dialoghi dai supercomputer cinese e russo suggeriscono che i protagonisti sono morti con la distruzione delle loro controparti digitali.

## Modalità di gioco
L’avventura è divisa in cinque episodi indipendenti tra di loro e affrontabili in ordine sparso, più una fase finale nella quale si dovrà affrontare l’intelligenza artificiale AM. A inizio partita il giocatore ha la possibilità di scegliere uno dei cinque protagonisti e affrontare l’episodio ad esso relativo. Durante l’avventura è possibile morire, in tal caso il gioco tornerà alla schermata di selezione dei personaggi dando così la possibilità di ricominciare da capo la storia che si stava affrontando oppure iniziarne un’altra. Una volta portate a termine tutte le storie il giocatore può selezionare un personaggio con il quale sfidare AM nel finale, il quale avrà delle lievi differenze a seconda del protagonista scelto.

## Sviluppo
Nelle intenzioni dell'autore, il videogioco permette di approfondire la conoscenza dei meccanismi psicologici dei personaggi, con un riadattamento della sceneggiatura che ha permesso di incentrare i meccanismi di gioco sugli ostacoli e le scelte morali che i cinque personaggi devono affrontare.
Come lo stesso Ellison afferma, infatti, «Nel gioco, mi sono accorto, grazie a chi mi ha aiutato a progettarlo, la persona che in realtà l'ha progettato, un giovane brillante, David Sears, che vi erano aspetti della storia che non avevo mai esaminato. Forse perché ho scritto 'I Have No Mouth, and I Must Scream,' in una sola notte».

## Accoglienza
In GameRankings il videogioco ha 77% di punteggio aggregato, basato su quattro recensioni.
I have no mouth and I must scream ha ricevuto diverse recensioni positive, ma anche alcune critiche. Ad esempio, GameSpot sottolinea come il videogioco analizzi alcuni concetti molto interessanti, ma presenta alcuni bug e rompicapo illogici.
Le critiche positive si sono concentrate sulla capacità del videogioco di trasportare il giocatore all'interno della realtà distopica, con tutti i suoi dilemmi etici, oltre che alla cura nei dialoghi. The Games Machine afferma che, se non fossero stati presenti alcuni difetti di giocabilità, il videogioco avrebbe potuto essere considerato un capolavoro. PC Gamer afferma, in un articolo del 1996, che è il gioco con la maggiore profondità psicologica del periodo, sia nell'ambientazione che nei personaggi.